# ATV Offroad Fury
ATV Offroad Fury è un simulatore di guida sviluppato da Rainbow Studios e pubblicato da Sony Computer Entertainment per la console PlayStation 2 nel 2001 come parte della serie MX vs. ATV.

## Modalità di gioco
Il giocatore deve scegliere tra dodici diversi tipi di veicoli fuori strada e gareggiare attraverso venti diversi circuiti free roamaing in varie modalità tra cui Allenamento, Nazionali MAXXIS, Stadium Supercross, Competizioni Freestyle, Cross Country Enduro e Pro-Carriera, oltre al multigiocatore. Ognuna delle modalità presenta differenti obiettivi da completare per poter procedere nel corso del gioco. Si potranno effettuare delle acrobazie in stile libero e guadagnare così dei punti.
ATV Offroad Fury presenta tre modalità di corsa, a cui si può accedere tramite la schermata di selezione dei tracciati; Corsa singola, Attacco al tempo e Pratica, le quali però non possono essere selezionate durante la Pro-Carriera ed in alcuni casi alcune di esse saranno inaccessibili durante lo svolgimento di determinati eventi.

## Accoglienza
Secondo il sito aggregatore di recensioni Metacritic,ATV Offroad Fury ha ricevuto recensioni "favorevoli". Jeff Lundrigan di NextGen ha affermato che "il gioco presenta una grafica brillante, un framerate (per lo più) solido come una roccia, tracciati intensi, una pletora di opzioni e un controllo eccellente". Air Hendrix di GamePro ha affermato che il gioco "premierà gli appassionati di corse fuoristrada con un gameplay e sfide che sicuramente si adattano ai loro interessi. Se non siete voi, però, probabilmente dovreste noleggiare Fury per vedere se è un gioco che vi piacerà". La rivista Play Generation diede al gioco un punteggio di 74/100, trovando che il motore grafico fosse ottimo all'epoca dell'uscita ma dopo diversi anni sentiva il peso degli anni, consigliandolo solo ai fan.
A luglio 2006, il gioco aveva venduto 1,7 milioni di unità e guadagnato 49 milioni di dollari negli Stati Uniti. NextGen lo ha classificato come il 20° gioco più venduto per PlayStation 2, Xbox o GameCube tra febbraio 2001 e luglio 2006 in quel Paese. Le vendite combinate dei giochi per console ATV Offroad usciti negli anni 2000 hanno raggiunto 4,5 milioni di unità negli Stati Uniti nel luglio 2006.